# Pararge diluta
Pararge diluta är en fjärilsart som beskrevs av Bubacek 1923. Pararge diluta ingår i släktet Pararge och familjen praktfjärilar. Inga underarter finns listade i Catalogue of Life.